# 海勒姆鎮區 (明尼蘇達州卡斯縣)
海勒姆鎮區（英語：Hiram Township）是一個位於美國明尼蘇達州卡斯縣的行政鎮區。

## 人口
根據2020年美國人口普查的數據，海勒姆鎮區的面積為92.20平方千米，當中陸地面積為70.20平方千米，而水域面積為20.00平方千米。當地共有人口353人，而人口密度為每平方千米4人。